# Liste der Steinkreuze im Landkreis Forchheim
Diese sortierbare Liste enthält Steinkreuze (Sühnekreuze, Kreuzsteine etc.) des oberfränkischen Landkreises Forchheim in Bayern. Die Liste ist möglicherweise unvollständig.
| Bild           | Objekt                            | Kurzbeschreibung | Material  | Abmessungen Höhe:Breite:Dicke | Entstehung             | BLfD-Referenz  | Gemeinde/Stadt                         | Koordinaten                      | Bemerkung |
| -------------- | --------------------------------- | --- | --------- | ----------------------------- | ---------------------- | -------------- | -------------------------------------- | -------------------------------- | --------- |
|                | Kreuzstein in Moggast (1)         | Kreuzstein in Mauer. siehe auch: Sühnekreuze.de                                                                                          | Dolomit   | 131:65:?                      | ?                      | -              | Ebermannstadt / Moggast                | 49° 46′ 5,8″ N, 11° 15′ 38,8″ O  |           |
|                | Kreuzstein in Moggast (2)         | Kreuzstein in Mauer. siehe auch: Sühnekreuze.de                                                                                          | Sandstein | 170:78:30                     | ?                      |                | Ebermannstadt / Moggast                | 49° 46′ 6,1″ N, 11° 15′ 42,1″ O  |           |
|                | Kreuzstein in Moggast (3)         | Kreuzstein in Mauer. siehe auch: Sühnekreuze.de                                                                                          | Sandstein | 74:47:?                       | ?                      |                | Ebermannstadt / Moggast                | 49° 46′ 7″ N, 11° 15′ 40″ O      |           |
|                | Schlosserstein                    | Kreuzstein. siehe auch: Sühnekreuze.de                                                                                                   | Dolomit   | 88:56:32                      | bezeichnet 1762        | D-4-74-121-75  | Ebermannstadt / Moggast                | 49° 45′ 53,4″ N, 11° 16′ 6,9″ O  |           |
|                | Kreuzstein bei Niedermirsberg     | Kreuzstein. siehe auch: Sühnekreuze.de                                                                                                   | ?         | ?                             | ?                      |                | Ebermannstadt / Niedermirsberg         | 49° 47′ 11,8″ N, 11° 24′ 37,1″ O |           |
|                | Schwedenkreuz                     | Steinkreuz, versetzt. siehe auch: Sühnekreuze.de                                                                                         | Sandstein | 147:120:30                    | 16./17. Jahrhundert    | D-4-74-122-25  | Effeltrich / -                         | 49° 39′ 37,2″ N, 11° 5′ 28,9″ O  |           |
|                | Steinkreuz in Effeltrich          | Steinkreuz halb versunken im Boden. siehe auch: Sühnekreuze.de                                                                           | Sandstein | 95:117:33                     | Spätmittelalterlich    | D-4-74-122-29  | Effeltrich / -                         | 49° 39′ 42,7″ N, 11° 5′ 55″ O    |           |
|                | Kreuzstein in Eggolsheim          | Kreuzstein. siehe auch: Sühnekreuze.de                                                                                                   | Sandstein | 190:80:37                     | Spätmittelalterlich    | D-4-74-123-54  | Eggolsheim / -                         | 49° 46′ 21″ N, 11° 3′ 6″ O       |           |
|                | Kreuzstein in Eoggolsheim         | Kreuzstein. siehe auch: Sühnekreuze.de                                                                                                   | ?         | ?                             | ?                      | -              | Eggolsheim / -                         | 49° 46′ 13,5″ N, 11° 3′ 28,4″ O  |           |
|                | Steinkreuz bei Eggolsheim         | Steinkreuz. siehe auch: Sühnekreuze.de                                                                                                   | ?         | ?                             | ?                      | -              | Eggolsheim / -                         | 49° 45′ 44,4″ N, 11° 4′ 11,5″ O  |           |
|                | Kreuzstein in Forchheim (1)       | Kreuzstein, eingemauert. siehe auch: Sühnekreuze.de                                                                                      | Sandstein | 116:71:(25)                   | 15. Jahrhundert        | D-4-74-126-198 | Forchheim / -                          | 49° 43′ 39,4″ N, 11° 2′ 50,5″ O  |           |
|                | Kreuzstein in Forchheim (2)       | Kreuzstein, Kreuz im Flachrelief. siehe auch: Sühnekreuze.de                                                                             | Sandstein | 82:78:19                      | 15. Jahrhundert        | D-4-74-126-198 | Forchheim / -                          | 49° 43′ 28,5″ N, 11° 2′ 52,2″ O  |           |
|                | Steinkreuz in Forchheim           | Steinkreuz, Rechte obere Ecke des Kopfes ausgebrochen. Frontseitig großflächige Ausbrüche. siehe auch: Sühnekreuze.de                    | Sandstein | 131:109:~36                   | Mittelalterlich        | D-4-74-126-475 | Forchheim / -                          | 49° 44′ 9,9″ N, 11° 3′ 29,8″ O   |           |
|                | Kreuzstein bei Burk               | Kreuzstein, lateinisches Kreuz. siehe auch: Sühnekreuze.de                                                                               | Sandstein | 75:49:~37                     | Spätmittelalterlich    | D-4-74-126-476 | Forchheim / Burk                       | 49° 42′ 9,5″ N, 11° 1′ 47,7″ O   |           |
|                | Steinkreuz in Burk                | Steinkreuz. siehe auch: Sühnekreuze.de                                                                                                   | Sandstein | 93:58:23-29                   | Spätmittelalterlich    | D-4-74-126-347 | Forchheim / Burk                       | 49° 42′ 52,3″ N, 11° 2′ 33,2″ O  |           |
|                | Scherenschleiferstein             | Kreuzstein. siehe auch: Sühnekreuze.de                                                                                                   | Sandstein | 71:60:24-27                   | 17. Jahrhundert        | D-4-74-160-29  | Forchheim / Kersbach                   | 49° 40′ 29,4″ N, 11° 4′ 45,6″ O  |           |
|                | Kreuzstein bei Reuth              | Kreuzstein. siehe auch: Sühnekreuze.de                                                                                                   | ?         | ?                             | Spätmittelalterlich    | D-4-74-126-379 | Forchheim / Reuth                      | 49° 42′ 52,8″ N, 11° 6′ 13,3″ O  |           |
|                | Kreuzstein in Hallerndorf (1)     | Kreuzstein. siehe auch: Sühnekreuze.de                                                                                                   | Sandstein | 140:65:30                     | 16./17. Jahrhundert    | D-4-74-133-24  | Hallerndorf / -                        | 49° 45′ 24,4″ N, 10° 58′ 36,2″ O |           |
|                | Kreuzstein in Hallerndorf (2)     | Kreuzstein mit Brezel (Wecken) und einem Bäckerzeichen. siehe auch: Sühnekreuze.de                                                       | Sandstein | 100:40:15                     | 1828 (?)               | D-4-74-133-55  | Hallerndorf / -                        | 49° 45′ 18,1″ N, 10° 58′ 23,2″ O |           |
|                | Kreuzstein bei Pautzfeld (1)      | Kreuzstein, erhabenes lateinisches Kreuz in Nische. siehe auch: Sühnekreuze.de                                                           | Sandstein | 158:90:32                     | um 1800                | -              | Hallerndorf / Pautzfeld                | 49° 45′ 59,5″ N, 11° 1′ 15,7″ O  |           |
|                | Kreuzstein bei Pautzfeld (2)      | Kreuzstein, pyramidenförmig. siehe auch: Sühnekreuze.de                                                                                  | Sandstein | 105:40:38                     | 19. Jahrhundert        | D-4-74-133-50  | Hallerndorf / Pautzfeld                | 49° 46′ 5,2″ N, 11° 1′ 28,7″ O   |           |
|                | Kreuzstein bei Pautzfeld (3)      | Kreuzstein, herausgearbeitetes lateinisches Kreuz. siehe auch: Sühnekreuze.de                                                            | Sandstein | 72:34:22                      | ?                      | -              | Hallerndorf / Pautzfeld                | 49° 45′ 59,5″ N, 11° 1′ 15,7″ O  |           |
|                | Kreuzstein in Pautzfeld           | Kreuzstein. [ siehe auch: Sühnekreuze.de]                                                                                                | ?         | ?                             | 17./18. Jahrhundert    | D-4-74-133-49  | Hallerndorf / Pautzfeld                | 49° 45′ 59,9″ N, 11° 1′ 37,3″ O  |           |
|                | Kreuzstein südlich von Pautzfeld  | Kreuzstein mit Flachreliefkreuz. siehe auch: Sühnekreuze.de                                                                              | Sandstein | 152:77:~31                    | Spätmittelalterlich    | D-4-74-133-51  | Hallerndorf / Pautzfeld                | 49° 45′ 18,8″ N, 11° 2′ 23,4″ O  |           |
|                | Kreuzstein bei Schlammersdorf (1) | Kreuzstein. siehe auch: Sühnekreuze.de                                                                                                   | Sandstein | 137:90:18-36                  | Spätmittelalterlich    | -              | Hallerndorf / Schlammersdorf           | 49° 45′ 44,1″ N, 10° 59′ 48,2″ O |           |
|                | Kreuzstein bei Schlammersdorf (2) | Kreuzstein. siehe auch: Sühnekreuze.de                                                                                                   | Sandstein | 137:90:18-36                  | 17./18. Jahrhundert    | D-4-74-133-98  | Hallerndorf / Schlammersdorf           | 49° 45′ 46,4″ N, 11° 0′ 30,9″ O  |           |
|                | Kreuzstein in Schlammersdorf      | Kreuzstein. siehe auch: Sühnekreuze.de                                                                                                   | Sandstein | 125:61:25                     | Spätmittelalterlich    | D-4-74-133-54  | Hallerndorf / Schlammersdorf           | 49° 45′ 58,1″ N, 11° 0′ 11,5″ O  |           |
| weitere Bilder | Schwedenstein in Schnaid (1)      | Kreuzstein mit nasenbesetzten Kreuz. siehe auch: Sühnekreuze.de                                                                          | Sandstein | 200:85:28                     | 17. Jahrhundert        | D-4-74-133-58  | Hallerndorf / Schnaid                  | 49° 46′ 14,2″ N, 10° 56′ 51,3″ O |           |
| weitere Bilder | Schwedenstein in Schnaid (2)      | Kreuzstein, stark verwittert und große Abschläge. siehe auch: Sühnekreuze.de                                                             | Sandstein | 150:80:25                     | ?                      | D-4-74-133-62  | Hallerndorf / Schnaid                  | 49° 46′ 10,9″ N, 10° 56′ 44,3″ O |           |
|                | Schwedenkreuz                     | Steinkreuz, Im Kreuzungsfeld zwei näpfchenartige Vertiefungen. siehe auch: Sühnekreuze.de                                                | Sandstein | 74:77:22                      | 17. Jahrhundert        | D-4-74-134-58  | Hausen / -                             | 49° 40′ 48,7″ N, 11° 1′ 7,1″ O   |           |
|                | Spinnerin                         | Kreuzstein. siehe auch: Sühnekreuze.de                                                                                                   | ?         | ?                             | ?                      | D-4-74-134-39  | Hausen / Wimmelbach                    | 49° 42′ 30,7″ N, 11° 0′ 21,1″ O  |           |
|                | Steinkreuz in Heroldsbach         | Steinkreuz, Arm- und Kopfende gerundet. siehe auch: Sühnekreuze.de                                                                       | Sandstein | 73:58:24-28                   | ?                      | D-4-74-135-4   | Heroldsbach / -                        | 49° 41′ 35,2″ N, 10° 59′ 18,3″ O |           |
|                | Steinkreuz in Hetzles             | Steinkreuz, Schaft leicht gefast, Armenden und Kopf gerundet. siehe auch: Sühnekreuze.de                                                 | Sandstein | 115:77:22                     | 1717                   | D-4-74-137-36  | Hetzles / -                            | 49° 38′ 8,1″ N, 11° 7′ 37,3″ O   |           |
|                | Steinkreuz in Kappel              | Steinkreuz. siehe auch: Sühnekreuze.de                                                                                                   | Dolomit   | 76:82:23                      | Spätmittelalterlich    | D-4-74-138-28  | Hiltpoltstein / Kappel                 | 49° 39′ 40,8″ N, 11° 18′ 27,9″ O |           |
|                | Kreuzstein bei Pettensiedel       | Kreuzstein, lateinisches Kreuz im Flachrelief. siehe auch: Sühnekreuze.de                                                                | Sandstein | 62:55:23                      | Spätmittelalterlich    | D-4-74-140-15  | Igensdorf / Haselhof                   | 49° 35′ 53,1″ N, 11° 11′ 48,7″ O |           |
| weitere Bilder | Steinkreuz bei Kleinsendelbach    | Steinkreuz, Rechter Arm ist zum Teil abgeschlagen, auf der Vorderseite befinden sich zwei kleine Längsrillen. siehe auch: Sühnekreuze.de | Sandstein | 83:80:28                      | spätes 18. Jahrhundert | D-4-74-144-14  | Kleinsendelbach / -                    | 49° 36′ 4,9″ N, 11° 8′ 57,9″ O   |           |
| weitere Bilder | Steinkreuz in Kleinsendelbach     | Steinkreuz, Querbalken mit dem Kopfteil original erhalten, die Arme ruhen unmittelbar auf dem Sockel. siehe auch: Sühnekreuze.de         | Sandstein | 101:83:24                     | 16. Jahrhundert        | D-4-74-144-13  | Kleinsendelbach / -                    | 49° 35′ 51,8″ N, 11° 9′ 18,8″ O  |           |
| weitere Bilder | Steinkreuz in Steinbach           | Steinkreuz, Enden der ungleich langen Arme und Kopfteil gerundet, Längs- und Querbalken gefast. siehe auch: Sühnekreuze.de               | Sandstein | 82:110:26                     | 16./17. Jahrhundert    | D-4-74-144-26  | Kleinsendelbach / Steinbach            | 49° 35′ 31,6″ N, 11° 10′ 9,2″ O  |           |
|                | Frauenstein                       | Steinkreuz. siehe auch: Sühnekreuze.de                                                                                                   | Sandstein | 61:39:30                      | bezeichnet 1749        | D-4-74-137-45  | Langensendelbach / -                   | 49° 38′ 44,1″ N, 11° 5′ 29,3″ O  |           |
| weitere Bilder | Steinkreuz bei Igelsdorf          | Steinkreuz, Schaft verbreitert. siehe auch: Sühnekreuze.de                                                                               | Sandstein | 176:100:24-29                 | 19. Jahrhundert        | D-4-74-146-16  | Langensendelbach / -                   | 49° 38′ 46,1″ N, 11° 2′ 59,8″ O  |           |
|                | Steinkreuz Langensendelbach       | Möglicherweise Hochkreuz. siehe auch: Sühnekreuze.de                                                                                     | ?         | ?                             | 19. Jahrhundert        | -              | Langensendelbach / -                   | 49° 38′ 20,7″ N, 11° 4′ 29,9″ O  |           |
|                | Steinkreuz bei Ebersbach          | Steinkreuz, rückseitig drei runde Näpfchen und Wetzrillen. siehe auch: Sühnekreuze.de                                                    | Sandstein | 154:121:34                    | Wohl 17. Jahrhundert   | D-4-74-154-78  | Neunkirchen am Brand / Ebersbach       | 49° 37′ 41,6″ N, 11° 6′ 14,7″ O  |           |
|                | Steinkreuz bei Großenbuch         | Steinkreuz. siehe auch: Sühnekreuze.de                                                                                                   | ?         | ?                             | 17. Jahrhundert        | D-4-74-154-121 | Neunkirchen am Brand / Großenbuch      | 49° 37′ 35,9″ N, 11° 9′ 36,8″ O  |           |
|                | Kreuzstein in Poxdorf             | Kreuzstein. siehe auch: Sühnekreuze.de                                                                                                   | Sandstein | 126:85:38                     | Spätmittelalterlich    | D-4-74-160-12  | Poxdorf / -                            | 49° 40′ 1,3″ N, 11° 4′ 10,8″ O   |           |
|                | Kreuzstein bei Reifenberg.        | Kreuzstein. siehe auch: Sühnekreuze.de                                                                                                   | Sandstein | 127:44:37                     | Wohl 18. Jahrhundert   | D-4-74-171-39  | Weilersbach (Oberfranken) / Reifenberg | 49° 45′ 20,8″ N, 11° 8′ 57,6″ O  |           |
| weitere Bilder | Steinkreuz bei Engelhardsberg     | Steinkreuz. siehe auch: Sühnekreuze.de                                                                                                   | Dolomit   | 76:69:20                      | 17./18. Jahrhundert    | D-4-74-176-26  | Wiesenttal / Engelhardsberg            | 49° 47′ 50,4″ N, 11° 17′ 33,8″ O |           |